# ابسيليراتور تيتانيوم
ابسيليراتور تيتانيوم (بالإنجليزية: Appcelerator Titanium)‏ هو منصة تطوير مفتوحة المصدر لتطوير برامج لسطح المكتب والهواتف المحمولة بتقنيات الويب العادية.
منصة تيتانيوم يتم تطويرها من قبل شركة ابسيليراتور (Appcelerator) تم إطلاقه في ديسمبر 2008 وتم دعم الهواتف المحمولة آيفون وأندرويد في عام يونيو 2009.
تيتانيوم هو أحد المنصات الأخرى للتطوير بتقنيات الويب، ويدعم تيتانيوم التطوير للأنظمة الثلاثة الشهيرة: ويندوز وماك ولينكس ويقارن غالباً ب أدوبي أير، المنصة الأخرى المشهورة لتطوير تطبيقات سطح مكتب بتقنيات الويب.

## مميزاته
- يدعم التطوير بالتقنيات المعروفة جافا سكريبت ولغة ترميز النص الفائق
- يمكن الكتابة بلغات التطوير العامة مثل بي إتش بي وruby وبايثون.
- يمكن استخدام مكتبات الجافاسكربت المشهورة كـ Jquery وYUI وMootools أو أي مكتبة أخرى.
- يستطيع ال API الخاص بالمنصة الدخول لخواص عامة داخل منصة الهواتف كاستخدام التحديد الجغرافي واستخدام الكاميرا وخلافه.

## أنظر أيضًا
- أباتشي كوردوفا

## روابط خارجية
- موقع أبسيليراتور [وصلة مكسورة]
- مستودع المشروع على غيت هاب